# Paul Lauser
Paul Karl August Lauser (* 14. September 1850 in Ulm; † 28. Juni 1927 in Stuttgart) war ein Architekt, Architekturmaler und Hochschulprofessor für Ornamentik.

## Leben und Wirken
Geboren in Ulm als Sohn des Stuttgarter Werkmeisters Paul Friedrich Immanuel Lauser (1820–1870) und dessen Ehefrau Luise Marie, geb. Spring (1824–1892), studierte Paul Lauser an der Polytechnischen Schule in Stuttgart Architektur bei Adolf Gnauth und Christian Friedrich von Leins. In dem Berliner Büro von Richard Lucae, dem Direktor der Berliner Bauakademie, und im Atelier der Architekten Heinrich Joseph Kayser und Karl von Großheim setzte Lauser seine Ausbildung fort. In Berlin wurde Lauser mit der Architektur des Historismus vertraut, und sein zeichnerisches Talent fand hier vor allem mit kunstgewerblichen Entwürfen ein breites Betätigungsfeld. Im Herbst 1876 brach Lauser mit seinem Freund Karl Grosser zu einer längeren Studienreise nach Italien auf. In Rom verkehrten die beiden in dem Architektenkreis um Friedrich von Thiersch, der wie Lauser in Stuttgart bei Leins studiert hatte. 1879 ließ sich Lauser in Stuttgart als Architekt nieder. Seit den 1890er Jahren unterhielt er ein „Atelier für Architektur und Kunstgewerbe“ in der Urbanstraße. Neben Fassadenentwürfen für Neubauten war Lauser mit kunstgewerblichen Aufträgen befasst, u. a. als Musterentwerfer für die Textilindustrie. Über einen längeren Zeitraum war er für die Hüttenwerke in Wasseralfingen tätig. Seit 1894 war Lauser Privatdozent an der TH Stuttgart, 1897 wurde er zum Professor ernannt.
Nach der Jahrhundertwende trat Paul Lauser nur noch selten als Architekt in Erscheinung; er verlegte sich ganz auf das malerische Fach und auf Vorträge, Architekturführungen sowie schriftstellerische Tätigkeiten; daneben war er Vorstandsmitglied im Württembergischen Verein für Baukunde in Stuttgart. Seit 1884 war Lauser mit Clara Kaiser (1864–1920), einer Tochter des Stuttgarter Stadtbaurats Christian Daniel Kaiser verheiratet. Als Lauser 1927 im Alter von 76 Jahren starb, wurde er im Familiengrab auf dem Fangelsbachfriedhof beigesetzt.

## Werke (Auswahl)

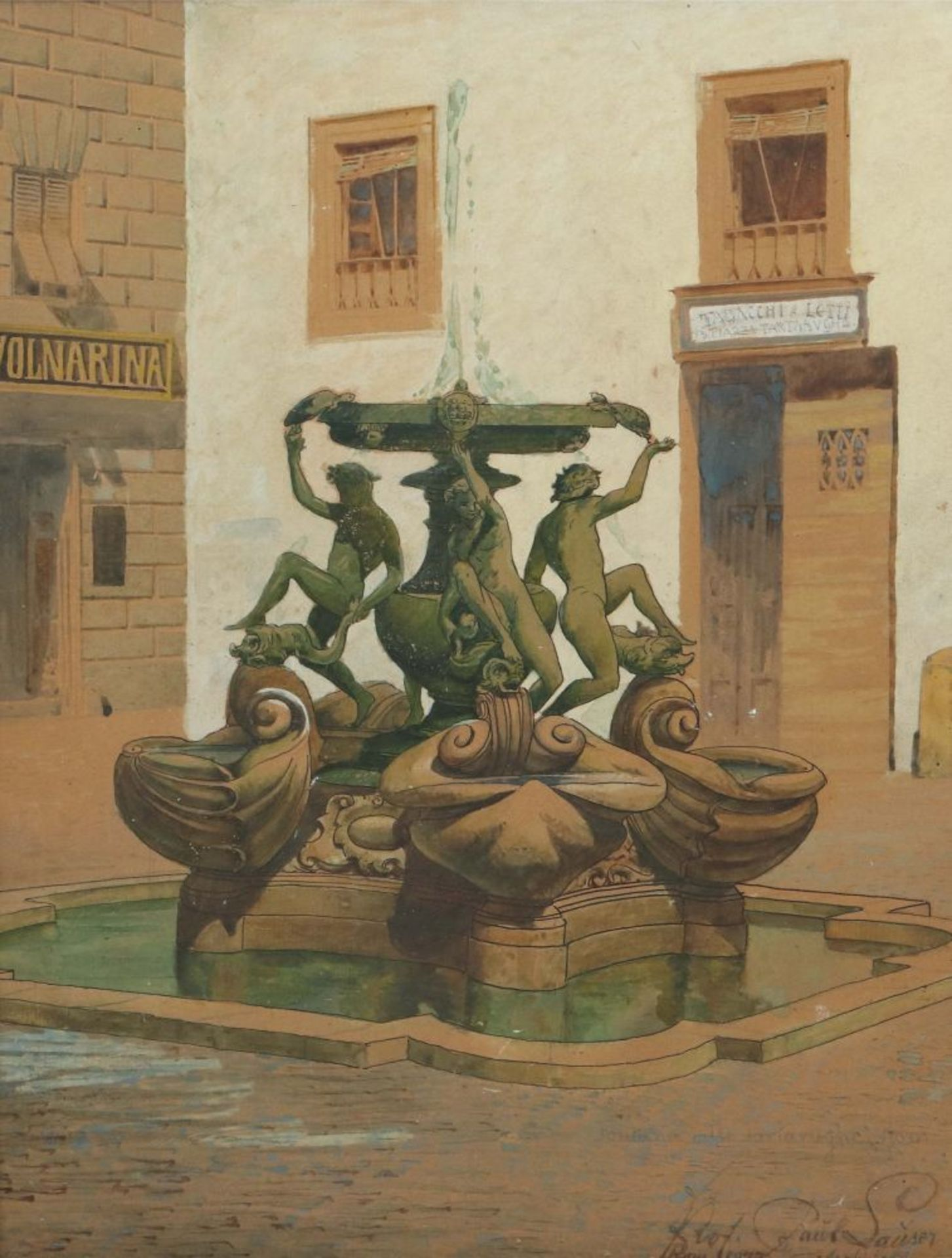
Paul Lauser: Schildkrötenbrunnen (Rom), dat. 1877, Aquarell, 28 × 22 cm 1877

- 1888 Wetterhäuschen am Alten Markt, Salzburg, Gusseisenkonstruktion des Hüttenwerks Wasseralfingen
- 1891 Wohnhaus Stuttgart, Haußmannstraße 1.
- 1893 Wohnhaus für Adolf Eckert, Stuttgart, Urachstraße 1[4]
- 1893 Wohnhaus für Kaufmann Franz Bährenstecher, Stuttgart, Urachstraße 5[5]
- 1901 Wohnhaus für Fabrikant Alfred Jobst, Stuttgart, Mörikestraße 32
- 1901 Gänsepeterbrunnen Stuttgart, Johann-Sebastian-Bach-Platz, Plastik von Theodor Bausch
- 1902 Villa für Fabrikant Christoph Seilacher, Stuttgart, Panoramastraße 17[6]
- 1902 Urbanbrunnen Stuttgart, Uhlbacher Platz, Plastik von Emil Kiemlen